# Szekely SR-3

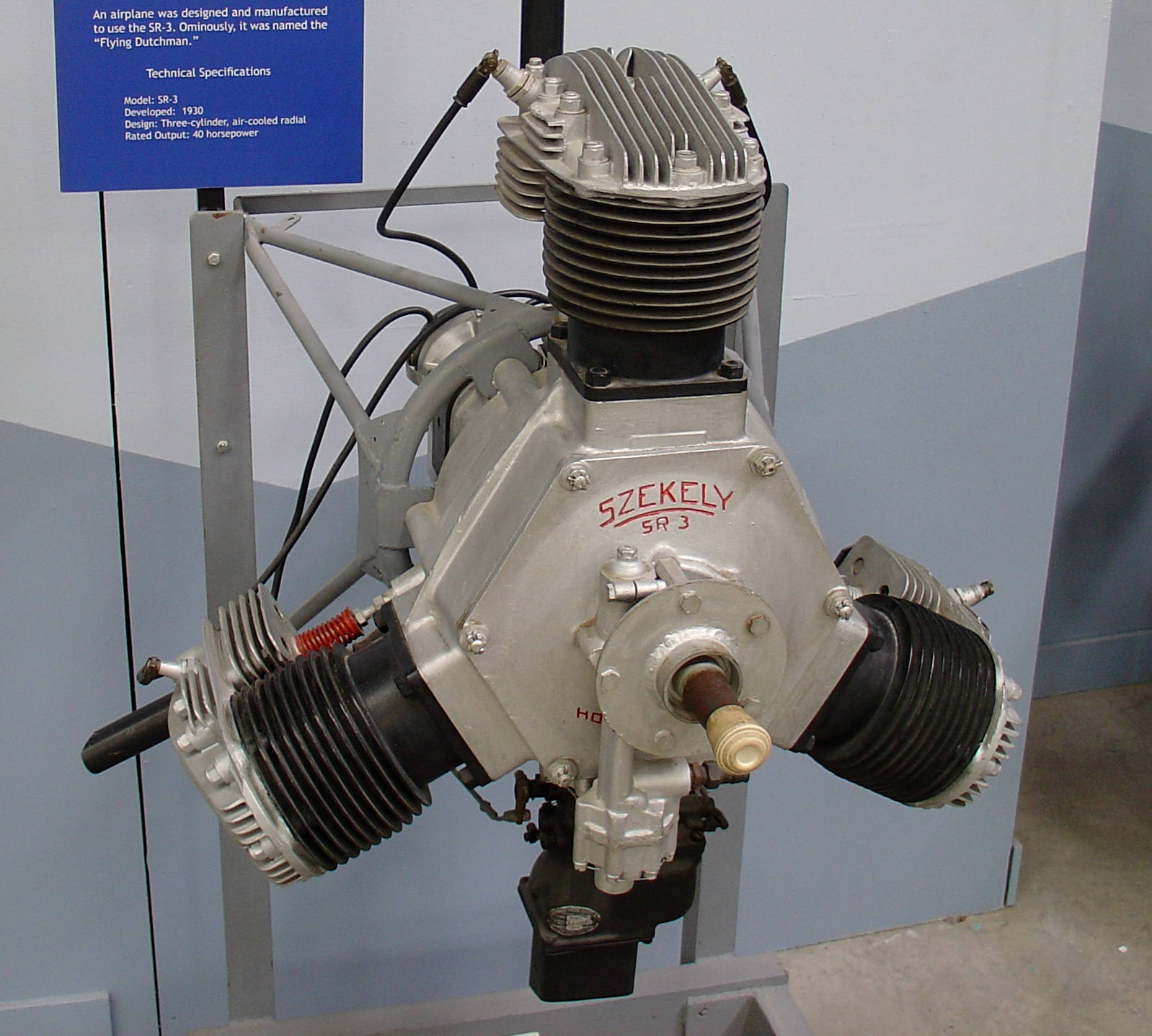
1930 verbesserte SR-3-40-PS-Version

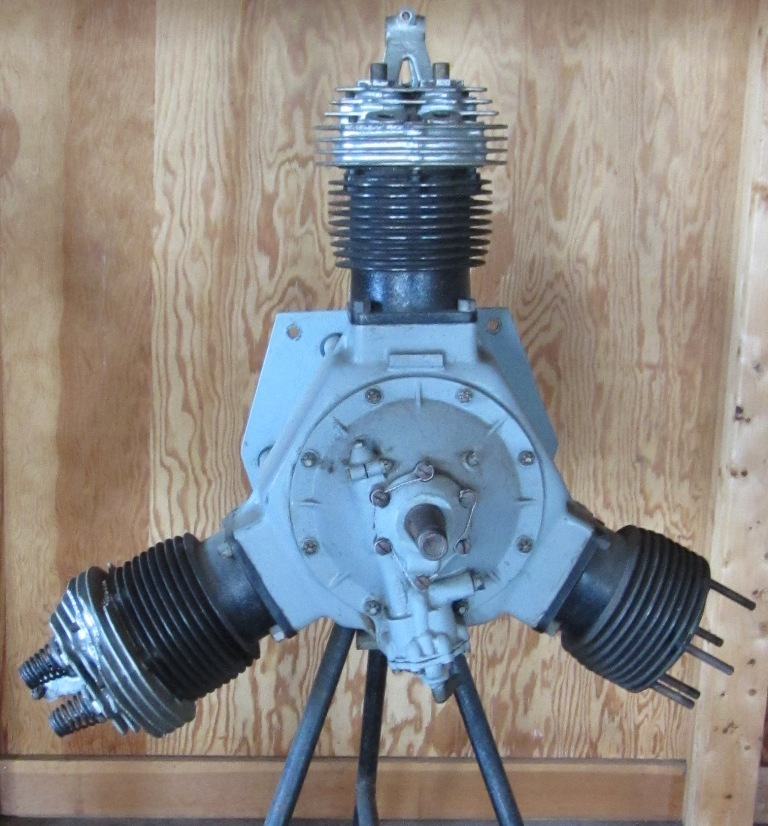
SR-3; 1928 erste Version mit 35 PS bei 1750/min

Der Szekely SR-3-Flugzeugmotor war ein luftgekühlter Dreizylinder-Sternmotor, der von der Szekely Aircraft Engine Co. in Holland, Michigan in den 1920er und 1930er Jahren entwickelt und gebaut wurde. Der Konstrukteur war Otto E. Szekely.

## Verwendung
Die Serie SR-3 wurde ausschließlich in den USA verwendet, um kleine Flugzeuge anzutreiben, wie bei den Unternehmen Taylor Aircraft Company, American Eagle Aircraft Corporation und weiteren kleineren Flugzeugherstellern. Allein die American Eagle Aircraft Corporation verwendeten rund 230 Einheiten der ersten SR-3-Serie mit 30 PS. Bei der Aguilucho-Serie B-31 und B-32, die 1930 gefertigt wurden, kam der SR-3 mit 45 PS zum Einsatz. Taylor Aircraft setzte den SR-3-35 bei ihrer H-2 ein. Aufgrund zahlreicher Probleme mit der Zuverlässigkeit wurde bei vielen Flugzeugen der SR-3-Typ durch andere Motoren ersetzt. Einige SR-3-Motoren existieren noch als Museumsexponate, zum Beispiel im Holland-Museum in Michigan.

## Konstruktion
Während bei herkömmlichen Kolbenmotoren in Boxer- oder Reihenbauweise jeder Kolben über ein Pleuel mit der Kurbelwelle direkt verbunden ist, sitzt in der Regel bei Sternmotoren wie auch beim SR-3 nur ein Pleuel – das Hauptpleuel (auch Mutterpleuel genannt) – direkt auf dem Kurbelzapfen, die anderen sind als Anlenkpleuel ausgeführt und greifen am Hauptpleuel an. Da die geometrischen Längsachsen der Zylinder in einer Ebene liegen, können sie nicht direkt an der Kurbelwelle befestigt werden.
Durch diese Bauart war das Motorgehäuse der SR-3-Motor wesentlich leichter und kürzer als bei vergleichbaren Boxer- oder Reihenmotoren der damaligen Zeit. Die Kurbelwelle nahm auf der einen Seite direkt den Propeller auf, die Magnetzündung war auf der Gegenseite montiert. Die SR-3-Serie hatte keinen elektrischen Anlasser.